# Мстислав Давыдович (князь новгородский)
Мстислав (? — май 1187) — князь новгородский (1184—1187). Сын Давыда Ростиславича Смоленского.
У Давыда Ростиславича было два сына по имени Мстислав. Старший из них был вышгородским князем и умер в мае 1187 года. Младший был смоленским князем до 1230 года и заключил договор с Ригой и Готландом.
Один из Мстиславов участвовал в походе Всеволода Большое Гнездо против волжских булгар в 1183 году.
В Лаврентьевской летописи (ультрамарт 6693, 1184 год) говорится о взятии в плен половецкого хана Толгия, тестя Давыдовича без указания имени. Общепринято, что на дочери Толгия был женат Мстислав Давыдович. По мнению Д. Домбровского, это был Изяслав Давыдович.
В Новгородской летописи изгнание Мстислава Давыдовича из Новгорода стоит без указания точной даты, но среди событий осени 1187 года, и Келембет С. Н. считает, что это произошло именно осенью 1187 года. И поскольку Мстислав Давыдович старший умер в мае 1187 года, то исследователь делает вывод, что Мстислав Давыдович младший не мог родиться в 1193 году.
Сведений о детях Мстислава нет.